# تحليل مدى قابلية الجماعات للاستمرار
ٍ تحليل مدى قابلية الجماعات للاستمرار(PVA) هي طريقة خاصة بالأنواع لتقييم المخاطر التي تُستخدم بشكل متكرر في بيولوجيا المحافظة على البيئة. و تعرف تقليديا بأنها العملية التي تحدد احتمال انقراض السكان في غضون عدد معين من السنوات. وفي الآونة الأخيرة، وُصف هذا النظام بأنه زوج من علم البيئة والإحصاءات يجمع بين خصائص الأنواع وتقلب البيئة للتنبؤ بصحة السكان ومخاطر الانقراض. يتم تطوير كل نوع من أنواع الـ(PVA) بشكل فردي من أجل مجموعة مستهدفة أو أنواع مستهدفة، وبالتالي، فإن كل نوع منها فريد. الهدف الأكبر من إجراء (PVA) هو ضمان أن يكون السكان مكتفيين ذاتيا على المدى الطويل

## الاستخدامات
تحليل قابلية الجماعات للاستمرار (PVA) يُستخدم لتقدير احتمال انقراض السكان والإشارة إلى الحاجة الملحة إلى جهود الإنعاش، وتحديد مراحل الحياة  الرئيسة أو العمليات التي يجب أن تكون محور جهود الإنعاش. وتستخدم الـ(PVA) أيضا في تحديد العوامل التي تدفع الديناميت السكانية، ومقارنة خيارات الإدارة المقترحة، وتقييم جهود الانتعاش القائمة وتستخدم  هذه التكنولوجيا في كثير من الأحيان في إدارة الأنواع المهددة بالانقراض لوضع خطة عمل، وترتيب إيجابيات وسلبيات سيناريوهات الإدارة المختلفة، وتقييم الآثار المحتملة لفقدان الموطن البيئي.

## التاريخ
في سبعينيات القرن العشرين، كانت حديقة يلوستون الوطنية بمثابة مركز المناقشة المحتدمة حول مقترحات مختلفة لإدارة مشكلة الدببة الرمادية (أورسوس أروكتوس). في عام 1978، اقترح مارك شافير نموذجاً للدببة الرمادية التي تضمنت تقلبات عشوائية واحتمالات الانقراض المحسوبة والحد الأدنى من حجم الجماعة الإحيائية القابل للاستمرار. يرجع الفضل في الـ(PVA) الأول إلى شافير.
اكتسبت الـ(PVA) شعبية في الولايات المتحدة حيث طلبت الوكالات الفيدرالية وعلماء البيئة أساليب لتقييم مخاطر الانقراض والنتائج المحتملة لقرارات الإدارة، وخاصة وفقاً لقانون الأنواع المهددة بالانقراض لعام 1973، وقانون الإدارة الوطنية للغابات لعام 1976.
وفي عام 1986، وسع جيلبين وسوليه تعريف الـ (PVA) ليشمل القوى التفاعلية التي تؤثر على قدرة السكان على البقاء، بما في ذلك علم الوراثة. وقد ازداد استخدام الـ(PVA) بشكل كبير في أواخر الثمانينات وأوائل التسعينات بعد التقدم المحرز في الحواسيب الشخصية وحزم البرمجيات.

## أمثلة
تم تقييم الفراشة الزرقاء المهددة بالانقراض (Icaricia icarioides) مؤخرًا بهدف توفير معلومات إضافية إلى دائرة الأسماك والحياة البرية الأمريكية، التي كانت تقوم بوضع خطة لاستعادة الأنواع. وقد استنتج الـ(PVA) أن الأنواع أكثر عرضة لخطر الانقراض مما كان يعتقد سابقا، وحدد المواقع الرئيسية التي ينبغي أن تركز فيها جهود الإنعاش. كما أشارت الـ(PVA) إلى أنه نظرا لأن مجموعات الفراشات تتقلب على نطاق واسع من سنة إلى أخرى، لمنع انقراض الجماعات، فإن الحد الأدنى السنوي لمعدل نمو الجماعات يجب أن يظل أعلى بكثير من المستويات التي تعتبر مقبولة عادة بالنسبة للأنواع الأخرى.
بعد تفشي فيروس الندى الكنيني مؤخرا، تم تنفيذ الـ(PVA) بسبب ثعلب الجزيرة (urocyon littoralis) المهدد بخطر الانقراض من جزيرة سانتا كاتالينا، كاليفورنيا. تتكون مجموعة ثعالب جزسرة سانتا كاتالينا بشكل فريد من مجموعتان فرعيتان ويفصل بينهما مضيق، حيث تتعرض الجماعة الشرقية لخطر الانقراض بشكل أكبر من الجماعة الغربية. تم إجراء الـ(PVA) بهدف 1- تقييم خطر الانقراض على جزيرة الثعلب, 2- تقدير حساسية الثعلب في الجزيرة تجاه الأحداث المأساوية, 3-وتقييم جهود الإنعاش الأخيرة، والتي تشمل الإفراج عن الثعالب الأسيرة ونقل ثعالب الأحداث البرية من الجانب الغربي إلى الجانب الشرقي. وقد خلصت نتائج الـ(PVA) إلى أن ثعلب الجزيرة لا يزال معرضاً لخطر الانقراض بشكل كبير، وهو عُرضة للكوارث التي تحدث أكثر من مرة كل عشرين عاما. وعلاوة على ذلك، مخاطر الانقراض وأحجام الجماعات في المستقبل على جانبي الجزيرة معتمدة بشكل كبير على عدد الثعالب التي يتم إطلاقها ونقلها كل عام.
ويمكن أيضا استخدام الـ(PVA) بالاقتران مع تحليل الحساسية لتحديد المعدلات الحيوية التي لها أكبر أثر نسبي على نمو الجماعات والتدابير الأخرى للقدرة على البقاء بالنسبة للجماعات. على سبيل المثال، دراسة أجراها مانليك وآخرون (2016) حيث تنبأ بقدرة جماعة دولفين من ذوي الأنف والاختناقات على البقاء في غرب أستراليا، وحدد التكاثر بأنه الأكثر تأثيرا على توقعات هذه الجماعات. من المتوقع أن تكون واحدة من هذه الجماعات مستقرة، في حين يتوقع انخفاض عدد الجماعة الأخرى، إذا كانت معزولة عن الجماعات الأخرى وبقيت معدلات الإنجاب المنخفضة. وكان الفرق في القدرة على الاستمرار بين الدراستين راجعاً في الأساس إلى الفوارق في الإنجاب وليس البقاء على قيد الحياة. وأظهرت الدراسة أيضا أن التغير الزمني في الإنجاب كان له أثر أكبر على نمو الجماعات من التغير الزمني في البقاء.